# Особое мнение (фильм, 2002)
«Особое мнение» (англ. Minority Report) — американский научно-фантастический боевик 2002 года режиссёра Стивена Спилберга по мотивам одноимённого рассказа (1956) писателя Филипа Киндреда Дика. Сюжет разворачивается в США в 2054 году. Специализированное полицейское управление по профилактике и предотвращению преступлений Precrime задерживает потенциальных преступников, используя данные специально подготовленных экстрасенсов, называемыми «провидцами» («провами», англ. Precogs).
Главные роли исполнили Том Круз (старший оперативник отдела профилактики преступлений Джон Эндертон), Колин Фаррелл (агент Министерства юстиции Дэнни Уитвер), Саманта Мортон (провидец Агата Лайвли) и Макс фон Сюдов (директор отдела профилактики преступлений Ламар Бёрджесс). Являясь в основе научно-фантастическим боевиком, фильм кроме того сочетает в себе элементы техно-нуара, детектива и политического триллера, а главный герой в ходе сюжета обвиняется в преступлении, которого, как он считает, не совершал. Стивен Спилберг охарактеризовал фильм так: «пятьдесят процентов — приключения основного персонажа, другие пятьдесят — запутанная детективная история убийства».
Фильм задумывался ещё в 1992 году как продолжение другой адаптации творчества Филипа К. Дика, «Вспомнить всё» (1990), где Арнольд Шварценеггер должен был повторить свою роль Дугласа Куэйда. Однако после того, как компания Carolco Pictures обанкротилась, проект был пересмотрен и получил самостоятельность. В 1997 году сценарий Джона Коэна впервые попал к Стивену Спилбергу и будущему исполнителю главной роли Тому Крузу. Начало производства постоянно задерживалось и переносилось, прежде всего из-за занятости Круза в работе над картиной «Миссия невыполнима 2», а Спилберга — над фильмом «Искусственный разум». В конечном итоге разработка стартовала в марте 2001 года. Во время подготовки к съёмкам Спилберг серьёзно подошёл к работе, он консультировался с многочисленными учёными, пытаясь воссоздать наиболее правдоподобный мир будущего, в итоге некоторые из показанных в фильме технологий будущего оказались в некоторой степени пророческими.
«Особое мнение» стал одним из самых ожидаемых фильмов 2002 года, прежде всего это было обусловлено сотрудничеством таких популярных звёзд голливудского кинематографа как Круз и Спилберг, а также высокой популярностью высокобюджетных фантастических кинокартин в то время. Фильм собрал в прокате более 358 миллионов долларов при производственном бюджете в 102 миллиона, что сделало его десятым самым успешным фильмом 2002 года в мире. Первоначальные отзывы о нём в целом были положительными. Отмечалась актёрская игра Тома Круза, режиссура Спилберга, лаконичность сюжета и высочайшее качество визуальных эффектов. По мнению других же критиков, сюжет оказался «слишком сложным для массового зрителя». Фильм был номинирован на ряд кинонаград: получил номинацию на премию «Оскар» за Лучший монтаж звука и одиннадцать номинаций на премию «Сатурн», завоевав премию в четырёх из них.

## Сюжет
2054 год. Вашингтон. Джон Эндертон — капитан полиции, командир подразделения профилактики преступлений Precrime, благодаря которой число убийств удалось свести до нуля. Три провидца («прова»), находящиеся в изоляции, видят преступления, которые будут совершены в ближайшем будущем. Картины их видений выводятся на экран, система выдаёт имена убийцы, жертвы, время убийства и тип преступления (преднамеренное или непреднамеренное). Эндертон делает выводы о месте события и вместе с командой предотвращает преступление. Несостоявшихся убийц помещают в анабиозные капсулы. Также «провы» видят повторные видения — «эхо» — которые подлежат удалению из памяти системы.
В начале фильма Эндертон буквально в последнюю секунду успевает остановить ревнивого супруга Говарда Маркса, который пытается убить жену и её любовника. Очутившись в непосредственной близости от провидцев, Эндертон вступает в контакт с провидицей Агатой. Агата показывает ему мучающее её повторное видение («эхо») одного из давних убийств, при котором в озере топят женщину. Пытаясь разобраться в видении Агаты, Эндертон направляется в «Отдел содержания заключённых», где рассматривает запись предсказания Агаты. Жертва — Энн Лайвли — избавилась от наркомании, но затем бесследно исчезла. Эндертон обнаруживает, что видение Агаты стёрто из базы данных отдела, также пропали предвидения из ещё дюжины дел. Он докладывает об этом своему начальнику — главе проекта Ламару Бёрджессу.
На днях состоится референдум о принятии системы Precrime по всей территории страны. Генеральный прокурор посылает инспектора Дэнни Уитвера для детальной проверки проекта. Разбирая следующее дело о предумышленном убийстве некоего Лео Кроу, Эндертон с ужасом обнаруживает себя в роли убийцы. Он отказывается сдаться своим коллегам и пускается в бега. Избежав погони, Эндертон является к создателю проекта — доктору Хинеман. Пенсионерка рассказывает Эндертону, что медиумами стали дети наркоманов, родившиеся с серьёзными церебральными пороками. Трое провов не всегда видят одинаковое будущее. Таким образом, вариант, который видят двое провов из трёх, называется «мнением большинства», а тот, который видит третий пров, — соответственно «мнением меньшинства» (в оригинале — англ. Minority Report, в русском устоявшемся переводе этот термин переводят как «особое мнение».) Этот вариант немедленно стирается из памяти системы, чтобы не допускать сомнений в системе правосудия и поддерживать веру в «непогрешимость профилактики». Однако «особое мнение» невозможно убрать из памяти прова. Поэтому Эндертон должен найти прова и скачать данные из его памяти. Самым одарённым из провидцев является девушка — Агата. Как правило, «особое мнение» бывает у самого одарённого прова.
Доктор Соломон Эдди пересаживает Эндертону чужие глаза, благодаря чему система тотальной идентификации по радужной оболочке глаза (СканГлаз) определяет его как «мистера Якамото». Эндертон похищает Агату из центра Precrime и с помощью своего знакомого, Руфуса, скачивает данные из её мозга. Наряду с видениями других преступлений, в нём содержится также видение об убийстве Энн Лайвли. Однако никакого «особого мнения» относительно преступления Эндертона там нет. Эндертон проникает в номер 1006, где он должен убить Лео Кроу, и видит на его постели гору снимков похищенных детей, среди которых находит фотографию своего сына, пропавшего шесть лет назад. Кроу признаётся в педофилии и убийстве Шона. Отсчёт времени заканчивается, но Эндертон вместо убийства зачитывает Кроу его права перед арестом. Удивлённый Кроу заявляет, что некто обещал ему позаботиться о его семье, если Эндертон убьёт его, и дал снимки детей. Кроу хватает руку Эндертона с зажатым в ней пистолетом, заставляет его нажать на спусковой крючок и выпадает в окно. Предсказание медиумов сбылось, но не совсем так, как было в видении.
Уитвер, ранее работавший в отделе по расследованию убийств, понимает, что убийство Лео Кроу подстроено. Он показывает Ламару Бёрджессу видения двух провов-близнецов и видение третьего прова - Агаты по записям из киберсалона Руфуса: в одном видении волны двигались в сторону берега, в другом — от берега. Уитвер считает, что Агата видела новое, другое преступление, похожее на первое. В этом заключалось её «особое мнение», которое было удалено. Уитвер делает вывод, что кто-то нанял преступника для убийства Энн Лайвли, бойцы отдела предотвратили это убийство, и затем таинственный заказчик уже собственноручно утопил Лайвли точно таким же способом, обманув систему. Видение нового убийства восприняли как «эхо» первого и удалили его из системы. Уитвер считает, что убийца работает в системе Precrime. Выслушав всё это, Бёрджесс хладнокровно расстреливает Уитвера из пистолета Эндертона, заявив, что система Precrime сейчас отключена, и посылает группу на захват в дом Эндертонов. Перед арестом Джон успевает сказать жене, что его подставили из-за того, что он узнал об Энн Лайвли.
Бёрджесс передаёт вещи пойманного Эндертона его жене, но случайно проговаривается, что Лайвли была утоплена. Осознав, что Ламар является убийцей, жена Джона освобождает мужа из заключения в анабиозной капсуле. На приёме в честь Бёрджесса один из бывших сослуживцев, а ныне — единомышленников Эндертона выводит видения на большой экран, разоблачая преступление. Причиной убийства стало то, что Энн Лайвли была матерью Агаты и, вылечившись от наркомании, захотела забрать дочь из системы, а так как Агата была самой одарённой из «провов» и их опорой, то без её участия система не могла работать. Ламар пригласил Лайвли на озеро, бойцы арестовали нанятого им преступника, после чего Ламар надел маску убийцы и утопил Лайвли.
Медиумы выдают новое предсказание: жертва — Эндертон, убийца — Ламар. Эндертон ставит Ламара перед выбором: если Ламар убьёт его, то детище Бёрджесса, система Precrime — достоверна, но самого Бёрджесса ждёт анабиоз. Если он поступит как хозяин своей судьбы и оставит Эндертона в живых, то система окажется несостоятельна, и её закроют. Ламар делает свой выбор и совершает самоубийство.
Систему Precrime упраздняют, заключённых амнистируют, оставив их под полицейским наблюдением, а медиумов переселяют в уединённое засекреченное место.

## В ролях
| Актёр            | Роль                                                |
| ---------------- | --------------------------------------------------- |
| Том Круз         | Джон Эндертон                                       |
| Макс фон Сюдов   | Ламар Бёрджесс                                      |
| Колин Фаррелл    | Дэнни Уитвер                                        |
| Саманта Мортон   | Агата                                               |
| Стив Харрис      | Джед                                                |
| Петер Стормаре   | доктор Эдди Соломон                                 |
| Патрик Килпатрик | Нотт                                                |
| Нил Макдонаф     | Гордон Флетчер                                      |
| Лоис Смит        | доктор Айрис Хинеман                                |
| Майк Биндер      | Лео Кроу                                            |
| Кэтрин Моррис    | Лара Эндертон                                       |
| Джоэль Гретч     | Дональд Дубин                                       |
| Фрэнк Грилло     | полицейский подразделения профилактики преступлений |
| Клеа Скотт       | полицейская подразделения профилактики преступлений |
| Уильям Мэйпотер  | клерк в отеле                                       |

## Награды и номинации
- 2003 — номинация на премию «Оскар» за лучший звуковой монтаж (Ричард Химнс, Гэри Райдстром)[10].
- 2003 — номинация на премию BAFTA за лучшие визуальные эффекты (Скотт Фаррар, Майкл Лантьери, Натан МакГиннесс, Генри ЛаБанта).
- 2003 — 4 премии «Сатурн»: лучший научно-фантастический фильм, лучший режиссёр (Стивен Спилберг), лучшая женская роль второго плана (Саманта Мортон), лучший сценарий (Скотт Фрэнк, Джон Коэн), а также 6 номинаций: лучшая мужская роль (Том Круз), лучшая мужская роль второго плана (Макс фон Сюдов), лучшая музыка к фильму (Джон Уильямс), лучшие костюмы (Дебора Линн Скотт), лучший грим (Мишель Бурк, Камилль Кэлвет), лучшие спецэффекты (Скотт Фаррар, Генри ЛаБанта, Майкл Лантьери, Натан МакГиннесс)[11].
- 2003 — 3 номинации на премию «Спутник»: лучшая операторская работа (Януш Камински), лучшие визуальные эффекты (Скотт Фаррар), лучший звук (Ричард Химнс, Гэри Райдстром).

## Отзывы
По мнению специалистов, фильм точно предсказал развитие технологии распознавания образов и те опасности, которая она представляет для свободы личности.
Роджер Эберт назвал фильм «шедевром» и сказал, что, когда большинство режиссёров того периода «доверялись технологиям, Спилберг уже овладел ими и делал упор на «сюжет и характер», просто используя технологии, как «рабочий использует свои инструменты.»
Фильм занял 94-е место в списке "100 лучших фильмов XXI века", составленном газетой The New York Times.

## Продолжение в виде сериала
С 21 сентября по 30 ноября 2015 года на телеканале Fox в эфир выходил сериал «Особое мнение», действие которого происходит спустя 11 лет после событий фильма. Сериал был разработан Максом Боренштейном и спродюсирован компаниями Amblin Television, Paramount Television и 20th Century Fox Television.